# Edvard Grieg
Edvard Hagerup Grieg (ur. 15 czerwca 1843 w Bergen, zm. 4 września 1907 tamże) – norweski kompozytor, pianista i dyrygent, z rodziny o szkockich korzeniach.

## Życiorys
Studia muzyczne odbył w konserwatorium w Lipsku m.in. u Ignaza Moschelesa (fortepian), Ernsta Friedricha Richtera (harmonia i kontrapunkt), Carla Reineckego (kompozycja) w latach 1858–1862. W 1863 roku osiadł w Kopenhadze, gdzie zaprzyjaźnił się z kompozytorami Nielsem Wilhelmem Gade oraz Johannem Peterem Emiliusem Hartmannem, reprezentantami duńskiego romantyzmu, a rok później założył ze współtowarzyszami towarzystwo Euterpe, którego celem było popieranie współczesnej muzyki skandynawskiej.
Jesienią 1866 roku osiedlił się w Christianii (obecnie Oslo), gdzie działał jako dyrygent, zorganizował koncerty abonamentowe. Tam poznał wybitnego dramaturga norweskiego Bjørnstjerne Bjørnsona. Zimę tego roku spędził we Włoszech i tam poznał Henryka Ibsena. W 1868 roku skomponował Koncert fortepianowy a-moll op. 16. W 1869 roku odwiedził w Rzymie Ferenca Liszta. W latach 1874–1875 na zamówienie Ibsena napisał muzykę do dramatu Peer Gynt, z której zestawione dwie suity Peer Gynt przyniosły mu największą popularność.
W 1880 roku zamieszkał w Bergen, a następnie w pobliskim Troldhaugen. Rozpoczął wówczas wielkie podróże koncertowe jako pianista, dyrygent i akompaniator. W 1884 roku, z okazji uroczystości 200-lecia urodzin duńskiego poety i dramaturga norweskiego pochodzenia Ludvika Holberga, skomponował inne znane dzieło, Suitę w dawnym stylu Z czasów Holberga.
Był twórcą narodowej szkoły muzycznej w Norwegii. Jego utwory powiązane są z literaturą (sagami, legendami, nordycką balladą, poezją ludową) oraz z muzycznym folklorem skandynawskim, cechuje je liryzm i subtelna nastrojowość (w miniaturach fortepianowych bliska już impresjonizmowi), ogromna inwencja melodyczna. Pieśni odznaczają się idealną zgodnością tekstu i melodii w akcentach i frazowaniu oraz bogatym akompaniamentem, z rozbudowaną harmoniką.
W 1904 został odznaczony norweskim Krzyżem Wielkim Orderu Świętego Olafa, a w 1896 francuską Legią Honorową.

## Kompozycje
Z czego prawdopodobnie najbardziej znane to:
- Koncert fortepianowy a-moll op. 16 (1868),
- Suita Z czasów Holberga na orkiestrę smyczkową, op. 40 (1885),
- I suita Peer Gynt op. 46 (1888), w tym: Poranek, Śmierć Azy, Taniec Anitry, W grocie Króla Gór,
- II suita Peer Gynt op. 55 (1891), w tym m.in. Pieśń Solwejgi.

oraz cykle Utworów lirycznych.